# Magdalena Piekarska
Magdalena Piekarska (n. 28 noiembrie 1986, Varșovia, Polonia) este o scrimeră poloneză specializată pe spadă, vicecampioană europeană în 2009. Cu echipa Poloniei, a fost vicecampioană mondială în 2009 și campioană europeană în 2010. A urcat pe cel mai bun loc al carierei în sezonul 2009-2010, ajugând pe locul 3 în clasamentul mondial.
A participat la proba de spadă individuală la Jocurile Olimpice de vară din 2012, fiind învinsă în tabloul de 32 de elvețianca Tiffany Géroudet. 

## Legături externe
- Profile Arhivat în 16 ianuarie 2013, la Wayback Machine. la Confederația Europeană de Scrimă
- en Magdalena Piekarska la Olympedia.org